# Liste der Baudenkmäler im Wuppertaler Wohnquartier Nordstadt (T–Z)
Die Liste der Baudenkmäler im Wuppertaler Wohnquartier Nordstadt (T–Z) enthält die denkmalgeschützten Bauwerke auf dem Gebiet von Wuppertal-Nordstadt in Nordrhein-Westfalen (Stand: November 2011). Diese Baudenkmäler sind in der Denkmalliste der Stadt Wuppertal eingetragen; Grundlage für die Aufnahme ist das Denkmalschutzgesetz Nordrhein-Westfalen (DSchG NRW).

## Auszug aus der Denkmalliste

### Eingetragene Baudenkmäler
| Bild                                                 | Bezeichnung                                          | Lage                                     | Beschreibung | Bauzeit | Eingetragen seit   | Denkmal- nummer |
| ---------------------------------------------------- | ---------------------------------------------------- | ---------------------------------------- | --- | ------- | ------------------ | --------------- |
| Wohn- und Geschäftshaus                              | Wohn- und Geschäftshaus                              | Nordstadt Uellendahler Straße 13 Karte   | eine bauliche Einheit mit Uellendahler Straße 13a |         | 13. Februar 1990   | 1701            |
| Wohn- und Geschäftshaus                              | Wohn- und Geschäftshaus                              | Nordstadt Uellendahler Straße 13 a Karte | eine bauliche Einheit mit Uellendahler Straße 13 |         | 13. Februar 1990   | 1701            |
| Wohnhaus                                             | Wohnhaus                                             | Nordstadt Uellendahler Straße 15 Karte   | |         | 14. August 1989    | 1634            |
| Wohnhaus                                             | Wohnhaus                                             | Nordstadt Uellendahler Straße 17 Karte   | |         | 16. Januar 1985    | 249             |
| Wohn- und Geschäftshaus                              | Wohn- und Geschäftshaus                              | Nordstadt Uellendahler Straße 21 Karte   | |         | 12. Februar 1985   | 308             |
| Wohn- und Geschäftshaus                              | Wohn- und Geschäftshaus                              | Nordstadt Uellendahler Straße 23 Karte   | |         | 27. Juli 1992      | 2343            |
| weitere Bilder                                       | Fabrikgebäude (Zwirnerei Hebebrand)                  | Nordstadt Uellendahler Straße 29 Karte   | |         | 26. März 1991      | 1886            |
| Wohn- und Geschäftshaus                              | Wohn- und Geschäftshaus                              | Nordstadt Wiesenstraße 2 Karte           | |         | 15. März 1989      | 1546            |
| Wohn- und Geschäftshaus                              | Wohn- und Geschäftshaus                              | Nordstadt Wiesenstraße 10 Karte          | |         | 27. April 1992     | 2183            |
| Wohnhaus                                             | Wohnhaus                                             | Nordstadt Wiesenstraße 12 Karte          | |         | 18. Oktober 1994   | 3551            |
| Wohnhaus                                             | Wohnhaus                                             | Nordstadt Wiesenstraße 14 Karte          | |         | 24. März 1992      | 2123            |
| weitere Bilder                                       | Wohnhaus                                             | Nordstadt Wiesenstraße 21 Karte          | |         | 19. September 1995 | 3746            |
| weitere Bilder                                       | Wohnhaus                                             | Nordstadt Wiesenstraße 23 Karte          | | 1881    | 1. September 1995  | 3735            |
| weitere Bilder                                       | Wohn- und Geschäftshaus                              | Nordstadt Wiesenstraße 26 Karte          | eine D-Nummer mit Wiesenstraße 28 |         | 14. März 1988      | 1323            |
| weitere Bilder                                       | Wohn- und Geschäftshaus                              | Nordstadt Wiesenstraße 28 Karte          | eine D-Nummer mit Wiesenstraße 26 |         | 14. März 1988      | 1323            |
| weitere Bilder                                       | Wohn- und Geschäftshaus                              | Nordstadt Wiesenstraße 29 Karte          | |         | 8. März 1990       | 1713            |
| weitere Bilder                                       | Wohnhaus                                             | Nordstadt Wiesenstraße 30 Karte          | |         | 24. März 1992      | 2121            |
| Wohnhaus                                             | Wohnhaus                                             | Nordstadt Wiesenstraße 31 Karte          | |         | 15. November 1984  | 188             |
| Wohnhaus                                             | Wohnhaus                                             | Nordstadt Wiesenstraße 31 a Karte        | |         | 15. November 1984  | 189             |
| Wohnhaus                                             | Wohnhaus                                             | Nordstadt Wiesenstraße 32 Karte          | |         | 31. März 1992      | 2126            |
| Wohn- und Geschäftshaus                              | Wohn- und Geschäftshaus                              | Nordstadt Wiesenstraße 33 Karte          | |         | 10. Juli 1984      | 46              |
| Wohnhaus                                             | Wohnhaus                                             | Nordstadt Wiesenstraße 34 Karte          | |         | 9. April 1992      | 2149            |
| weitere Bilder                                       | Wohnhaus                                             | Nordstadt Wiesenstraße 35 Karte          | |         | 10. Juli 1984      | 47              |
| Wohn- und Geschäftshaus                              | Wohn- und Geschäftshaus                              | Nordstadt Wiesenstraße 36 Karte          | |         | 19. Januar 1988    | 1285            |
| weitere Bilder                                       | Wohnhaus                                             | Nordstadt Wiesenstraße 37 Karte          | |         | 10. März 1992      | 2081            |
| weitere Bilder                                       | Wohnhaus                                             | Nordstadt Wiesenstraße 37 a Karte        | |         | 27. November 1992  | 2561            |
| weitere Bilder                                       | Wohn- und Geschäftshaus                              | Nordstadt Wiesenstraße 38 Karte          | |         | 31. März 1992      | 2128            |
| weitere Bilder                                       | Wohn- und Geschäftshaus                              | Nordstadt Wiesenstraße 39 Karte          | |         | 17. Februar 1986   | 712             |
| weitere Bilder                                       | Wohnhaus                                             | Nordstadt Wiesenstraße 41 Karte          | |         | 14. September 1984 | 134             |
| Wohn- und Geschäftshaus                              | Wohn- und Geschäftshaus                              | Nordstadt Wiesenstraße 42 Karte          | |         | 11. September 1995 | 3740            |
| weitere Bilder                                       | Wohnhaus                                             | Nordstadt Wiesenstraße 43 Karte          | eine D-Nummer mit Wiesenstraße 43a |         | 11. September 1995 | 3742            |
| weitere Bilder                                       | Wohnhaus                                             | Nordstadt Wiesenstraße 43 a Karte        | eine D-Nummer mit Wiesenstraße 43 |         | 11. September 1995 | 3742            |
| weitere Bilder                                       | Wohnhaus                                             | Nordstadt Wiesenstraße 44 Karte          | |         | 27. August 1996    | 4001            |
| Wohn- und Geschäftshaus                              | Wohn- und Geschäftshaus                              | Nordstadt Wiesenstraße 45 Karte          | |         | 5. März 1991       | 1878            |
| Wohnhaus                                             | Wohnhaus                                             | Nordstadt Wiesenstraße 47 Karte          | |         | 22. Mai 1990       | 1760            |
| Wohn- und Geschäftshaus                              | Wohn- und Geschäftshaus                              | Nordstadt Wiesenstraße 47 a Karte        | |         | 14. September 1984 | 141             |
| Wohn- und Geschäftshaus                              | Wohn- und Geschäftshaus                              | Nordstadt Wiesenstraße 48 Karte          | |         | 15. Oktober 1984   | 160             |
| Wohnhaus                                             | Wohnhaus                                             | Nordstadt Wiesenstraße 48 a Karte        | Das in der Online-Denkmalliste als Wiesenstraße 48a beschriebene und abgebildete Wohnhaus trägt nach der Recherche vor Ort die Hausnummer 50a und ist auch kein (direktes) Hinterhaus von Wiesenstraße 48. In dessen Hinterhof befindet sich unter der Adresse Wiesenstraße 48a ein altes backsteinernes zweigeschossiges Werkstattgebäude. Das daran dann angrenzende hier in Rede stehende Denkmal ist hingegen über die bis zur Helmholtzstraße reichende Freifläche zwischen den Häusern Wiesenstraße 48 und 56 zu erreichen. |         | 15. Oktober 1984   | 159             |
| Wohn- und Geschäftshaus                              | Wohn- und Geschäftshaus                              | Nordstadt Wiesenstraße 49 Karte          | |         | 22. Mai 1990       | 1759            |
| weitere Bilder                                       | Wohnhaus                                             | Nordstadt Wiesenstraße 51 Karte          | |         | 11. September 1995 | 3744            |
| Wohn- und Geschäftshaus                              | Wohn- und Geschäftshaus                              | Nordstadt Wiesenstraße 53 Karte          | |         | 31. März 1992      | 2129            |
| weitere Bilder                                       | Wohn- und Geschäftshaus                              | Nordstadt Wiesenstraße 55 Karte          | jetzt Gerberstraße 1 |         | 12. März 1993      | 3191            |
| weitere Bilder                                       | Wohnhaus                                             | Nordstadt Wiesenstraße 58 Karte          | |         | 19. September 2005 | 4223            |
| weitere Bilder                                       | Wohnhaus                                             | Nordstadt Wiesenstraße 60 Karte          | |         | 10. März 1992      | 2080            |
| weitere Bilder                                       | Wohnhaus                                             | Nordstadt Wiesenstraße 62 Karte          | |         | 17. Mai 1990       | 1755            |
| weitere Bilder                                       | Wohnhaus                                             | Nordstadt Wiesenstraße 64 Karte          | |         | 11. November 1994  | 3567            |
| Wohn- und Geschäftshaus                              | Wohn- und Geschäftshaus                              | Nordstadt Wiesenstraße 66 Karte          | |         | 29. Oktober 1991   | 1928            |
| weitere Bilder                                       | Wohn- und Geschäftshaus                              | Nordstadt Wiesenstraße 70 Karte          | |         | 28. Mai 1993       | 2959            |
| Wohnhaus                                             | Wohnhaus                                             | Nordstadt Wiesenstraße 73 Karte          | |         | 26. Februar 1999   | 4108            |
| Wohnhaus                                             | Wohnhaus                                             | Nordstadt Wiesenstraße 74 Karte          | |         | 2. September 1996  | 4005            |
| Wohn- und Geschäftshaus                              | Wohn- und Geschäftshaus                              | Nordstadt Wiesenstraße 75 Karte          | |         | 31. Mai 1990       | 1763            |
| weitere Bilder                                       | Wohn- und Geschäftshaus                              | Nordstadt Wiesenstraße 79 Karte          | |         | 18. März 1992      | 2111            |
| Wohn- und Geschäftshaus                              | Wohn- und Geschäftshaus                              | Nordstadt Wiesenstraße 81 Karte          | |         | 31. März 1992      | 2130            |
| weitere Bilder                                       | Wohnhaus                                             | Nordstadt Wiesenstraße 87 Karte          | |         | 24. März 1992      | 2122            |
| weitere Bilder                                       | Remise                                               | Nordstadt Wiesenstraße 90 Karte          | |         | 13. November 1984  | 185             |
| weitere Bilder                                       | Remise                                               | Nordstadt Wiesenstraße 92 Karte          | jetzt Wiesenstraße 90 |         | 13. November 1984  | 185             |
| Wohnhaus                                             | Wohnhaus                                             | Nordstadt Wiesenstraße 95 Karte          | |         | 3. November 1986   | 903             |
| Wohnhaus                                             | Wohnhaus                                             | Nordstadt Wiesenstraße 97 Karte          | |         | 21. Februar 1992   | 2046            |
| Wohnhaus                                             | Wohnhaus                                             | Nordstadt Wiesenstraße 98 Karte          | |         | 3. Dezember 1984   | 196             |
| weitere Bilder                                       | Wohnhaus                                             | Nordstadt Wiesenstraße 99 Karte          | |         | 26. Januar 1987    | 947             |
| Wohnhaus                                             | Wohnhaus                                             | Nordstadt Wiesenstraße 100 Karte         | |         | 1. Dezember 1992   | 2581            |
| Wohnhaus                                             | Wohnhaus                                             | Nordstadt Wiesenstraße 101 Karte         | |         | 4. März 1986       | 729             |
| Wohnhaus                                             | Wohnhaus                                             | Nordstadt Wiesenstraße 102 Karte         | |         | 10. März 1992      | 2082            |
| Wohnhaus                                             | Wohnhaus                                             | Nordstadt Wiesenstraße 103 Karte         | |         | 4. März 1986       | 730             |
| weitere Bilder                                       | Wohnhaus                                             | Nordstadt Wiesenstraße 104 Karte         | |         | 21. Juli 1986      | 819             |
| weitere Bilder                                       | Wohnhaus                                             | Nordstadt Wiesenstraße 106 Karte         | |         | 27. November 1990  | 1841            |
| Wohn- und Geschäftshaus                              | Wohn- und Geschäftshaus                              | Nordstadt Wiesenstraße 107 Karte         | |         | 12. April 1988     | 1329            |
| Wohn- und Geschäftshaus                              | Wohn- und Geschäftshaus                              | Nordstadt Wiesenstraße 109 Karte         | |         | 5. Juni 1992       | 2251            |
| Wohn- und Geschäftshaus                              | Wohn- und Geschäftshaus                              | Nordstadt Wiesenstraße 111 Karte         | |         | 30. Januar 1992    | 2011            |
| weitere Bilder                                       | Wohnhaus                                             | Nordstadt Wiesenstraße 113 Karte         | |         | 2. Juni 1992       | 2246            |
| weitere Bilder                                       | Fabrikgebäude (Gewerbehof, siehe Gold-Zack Werke)    | Nordstadt Wiesenstraße 118 Karte         | |         | 3. März 1986       | 727             |
| Wohnhaus                                             | Wohnhaus                                             | Nordstadt Wiesenstraße 125 Karte         | |         | 9. April 1992      | 2147            |
| Wohn- und Geschäftshaus                              | Wohn- und Geschäftshaus                              | Nordstadt Wiesenstraße 127 Karte         | |         | 13. Juli 1989      | 1628            |
| Wohnhaus                                             | Wohnhaus                                             | Nordstadt Wiesenstraße 129 Karte         | |         | 26. April 1988     | 1348            |
| Wohnhaus                                             | Wohnhaus                                             | Nordstadt Wiesenstraße 131 Karte         | |         | 13. April 1992     | 2164            |
| Wohn- und Geschäftshaus                              | Wohn- und Geschäftshaus                              | Nordstadt Wiesenstraße 133 Karte         | |         | 27. Juni 1988      | 1401            |
| weitere Bilder                                       | Wohn- und Geschäftshaus                              | Nordstadt Wiesenstraße 135 Karte         | |         | 31. März 1992      | 2134            |
| weitere Bilder                                       | Wohn- und Geschäftshaus                              | Nordstadt Wiesenstraße 137 Karte         | |         | 5. März 1991       | 1877            |
| weitere Bilder                                       | Wohn- und Geschäftshaus                              | Nordstadt Wiesenstraße 138 Karte         | |         | 13. Mai 1988       | 1363            |
| weitere Bilder                                       | Wohnhaus                                             | Nordstadt Wiesenstraße 139 Karte         | |         | 8. Juni 1990       | 1771            |
| Wohnhaus                                             | Wohnhaus                                             | Nordstadt Wiesenstraße 140 Karte         | |         | 10. August 1992    | 2360            |
| weitere Bilder                                       | Wohn- und Geschäftshaus                              | Nordstadt Wiesenstraße 141 Karte         | |         | 10. März 1992      | 2095            |
| Wohn- und Geschäftshaus                              | Wohn- und Geschäftshaus                              | Nordstadt Wiesenstraße 142 Karte         | |         | 1. April 1992      | 2144            |
| weitere Bilder                                       | Wohnhaus                                             | Nordstadt Wiesenstraße 143 Karte         | |         | 15. März 1989      | 1548            |
| weitere Bilder                                       | Wohn- und Geschäftshaus                              | Nordstadt Wiesenstraße 145 Karte         | |         | 7. November 1991   | 1930            |
| Wohnhaus                                             | Wohnhaus                                             | Nordstadt Wirkerstraße 3                 | |         | 5. April 1990      | 1732            |
| Wohnhaus                                             | Wohnhaus                                             | Nordstadt Wirkerstraße 4                 | |         | 27. Juli 1992      | 2344            |
| Wohnhaus                                             | Wohnhaus                                             | Nordstadt Wirkerstraße 9                 | |         | 10. April 1990     | 1735            |
| Wohnhaus                                             | Wohnhaus                                             | Nordstadt Wirkerstraße 24                | |         | 6. Mai 1988        | 1356            |
| weitere Bilder                                       | Wohnhaus                                             | Nordstadt Wirkerstraße 24 a              | |         | 10. November 1987  | 1190            |
| weitere Bilder                                       | Wohnhaus                                             | Nordstadt Wirkerstraße 26                | |         | 6. November 1984   | 179             |
| weitere Bilder                                       | Wohnhaus                                             | Nordstadt Wirkerstraße 28                | |         | 11. August 1992    | 2368            |
| Wohnhaus                                             | Wohnhaus                                             | Nordstadt Wirkerstraße 30                | |         | 11. August 1992    | 2367            |
| Wohnhaus                                             | Wohnhaus                                             | Nordstadt Wirkerstraße 32                | |         | 11. August 1992    | 2361            |
| Wohnhaus                                             | Wohnhaus                                             | Nordstadt Wirkerstraße 34                | |         | 11. August 1992    | 2364            |
| Wohnhaus                                             | Wohnhaus                                             | Nordstadt Wirkerstraße 36                | |         | 22. Februar 1988   | 1300            |
| weitere Bilder                                       | Wohnhaus                                             | Nordstadt Wirkerstraße 42                | |         | 11. Mai 1992       | 2213            |
| Wohn- und Geschäftshaus                              | Wohn- und Geschäftshaus                              | Nordstadt Wirkerstraße 52                | |         | 25. September 1992 | 2465            |
| weitere Bilder                                       | Wohnhaus                                             | Nordstadt Wirkerstraße 54                | |         | 11. August 1992    | 2366            |
| weitere Bilder                                       | Wohnhaus                                             | Nordstadt Wirkerstraße 56                | |         | 19. September 1986 | 874             |
| weitere Bilder                                       | Wohn- und Geschäftshaus                              | Nordstadt Wirkerstraße 58                | |         | 7. September 1992  | 2403            |
| weitere Bilder                                       | Wohn- und Geschäftshaus                              | Nordstadt Wülfrather Straße 3            | |         | 5. Mai 1993        | 2930            |
| Wohnhaus                                             | Wohnhaus                                             | Nordstadt Wülfrather Straße 8            | |         | 25. September 1992 | 2466            |
| weitere Bilder                                       | Wohnhaus                                             | Nordstadt Wülfrather Straße 10           | |         | 6. April 1990      | 1733            |
| weitere Bilder                                       | Wohnhaus                                             | Nordstadt Wülfrather Straße 12           | |         | 11. Mai 1992       | 2215            |
| Wohnhaus                                             | Wohnhaus                                             | Nordstadt Wülfrather Straße 16           | |         | 28. Mai 1993       | 2971            |
| weitere Bilder                                       | Wohn- und Geschäftshaus                              | Nordstadt Wülfrather Straße 17           | eine bauliche Einheit und eine D-Nummer mit Brunnenstraße 1 |         | 31. Januar 1985    | 282             |
| Wohnhaus                                             | Wohnhaus                                             | Nordstadt Wülfrather Straße 18           | |         | 25. September 1992 | 2464            |
| Wohn- und Geschäftshaus                              | Wohn- und Geschäftshaus                              | Nordstadt Wülfrather Straße 22           | |         | 4. November 1987   | 1181            |
| Wohn- und Geschäftshaus                              | Wohn- und Geschäftshaus                              | Nordstadt Wülfrather Straße 24           | |         | 13. Juni 1985      | 516             |
| weitere Bilder                                       | Wohn- und Geschäftshaus                              | Nordstadt Wülfrather Straße 33           | |         | 23. März 1990      | 1724            |
| weitere Bilder                                       | Wohn- und Geschäftshaus                              | Nordstadt Wülfrather Straße 35           | |         | 13. März 1990      | 1717            |
| Wohnhaus                                             | Wohnhaus                                             | Nordstadt Wülfrather Straße 36           | |         | 17. Dezember 1992  | 2625            |
| weitere Bilder                                       | Wohnhaus                                             | Nordstadt Wülfrather Straße 37           | |         | 23. März 1990      | 1725            |
| weitere Bilder                                       | Wohnhaus                                             | Nordstadt Wülfrather Straße 38           | |         | 15. Dezember 1992  | 2620            |
| weitere Bilder                                       | Wohnhaus                                             | Nordstadt Wülfrather Straße 39           | |         | 15. Dezember 1992  | 2621            |
| weitere Bilder                                       | Wohnhaus                                             | Nordstadt Wülfrather Straße 45           | |         | 10. April 1990     | 1738            |
| weitere Bilder                                       | Wohnhaus                                             | Nordstadt Wülfrather Straße 47           | |         | 1. Oktober 1992    | 1542            |
| weitere Bilder                                       | Wohnhaus                                             | Nordstadt Wülfrather Straße 60           | |         | 29. Juli 1991      | 1908            |
| Wohnhaus                                             | Wohnhaus                                             | Nordstadt Wülfrather Straße 62           | |         | 29. Juli 1991      | 1907            |
| weitere Bilder                                       | Wohnhaus                                             | Nordstadt Wülfrather Straße 64           | |         | 7. September 1992  | 2413            |
| weitere Bilder                                       | Wohnhaus                                             | Nordstadt Wülfrather Straße 66           | |         | 7. September 1992  | 2412            |
| weitere Bilder                                       | Wohnhaus                                             | Nordstadt Wülfrather Straße 68           | |         | 6. April 1990      | 1734            |
| Wohnhaus                                             | Wohnhaus                                             | Nordstadt Wüstenhofer Straße 7           | |         | 21. Juli 2000      | 4149            |
| weitere Bilder                                       | Wohnhaus                                             | Nordstadt Zimmerstraße 34                | |         | 2. August 1995     | 3709            |
| Wohnhaus                                             | Wohnhaus                                             | Nordstadt Zimmerstraße 36                | |         | 19. November 1992  | 2542            |
| Wohnhaus (Kindergarten, ehemalige Kleinkinderschule) | Wohnhaus (Kindergarten, ehemalige Kleinkinderschule) | Nordstadt Zimmerstraße 37                | |         | 13. Juli 1995      | 3707            |
| Wohnhaus                                             | Wohnhaus                                             | Nordstadt Zimmerstraße 38                | |         | 5. April 1990      | 1730            |
| Wohnhaus                                             | Wohnhaus                                             | Nordstadt Zimmerstraße 39                | |         | 8. November 1984   | 182             |
| Wohnhaus                                             | Wohnhaus                                             | Nordstadt Zimmerstraße 40                | |         | 5. April 1990      | 1728            |
| Wohnhaus                                             | Wohnhaus                                             | Nordstadt Zimmerstraße 41                | |         | 10. April 1990     | 1737            |
| Wohnhaus                                             | Wohnhaus                                             | Nordstadt Zimmerstraße 43                | |         | 10. April 1990     | 1736            |
| Wohnhaus                                             | Wohnhaus                                             | Nordstadt Zimmerstraße 45                | |         | 10. April 1990     | 1739            |
| Wohn- und Geschäftshaus                              | Wohn- und Geschäftshaus                              | Nordstadt Zimmerstraße 49                | |         | 9. August 1995     | 3719            |

## Ausgetragene Baudenkmäler
| Bild                                   | Bezeichnung                            | Lage                         | Beschreibung | Bauzeit | Eingetragen seit | Denkmal- nummer |
| -------------------------------------- | -------------------------------------- | ---------------------------- | --- | ------- | ---------------- | --------------- |
| Gewölbebrücke (Rheinische Bahnstrecke) | Gewölbebrücke (Rheinische Bahnstrecke) | Nordstadt Wüstenhofer Straße | ehemals Bestandteil der Rheinischen Bahnstrecke. Ab September 2015 wurde die Brücke in zwei Bauabschnitten abgerissen und durch eine Stahlverbundbrücke ersetzt | 1924    |                  | 0               |